# 100 Génies
 (juillet 2024).
Si vous disposez d'ouvrages ou d'articles de référence ou si vous connaissez des sites web de qualité traitant du thème abordé ici, merci de compléter l'article en donnant les références utiles à sa vérifiabilité et en les liant à la section « Notes et références ».
100 Génies est une émission de télévision canadienne de type jeu-questionnaire, réservée aux jeunes de 14 à 17 ans. Elle est diffusée sur les ondes d'ICI Radio-Canada Télé. L'émission est diffusée pour la première fois le 12 septembre 2019 et est depuis animée par Pierre-Yves Lord.

## Concept
L'émission consiste à valoriser le talent des jeunes canadiens. L'émission teste leurs connaissances générales mais aussi leurs aptitudes mathématiques, logiques, leur mémoire et leur capacité à travailler en équipe. Ils constituent les candidats mais aussi le public de l'émission. Ils sont au nombre de 100, comme le nom de l'émission l'indique.
Chaque épisode, six participants, séparés en deux équipes de trois joueurs, s'affrontent dans une joute de questions s'orientant autour d'un même thème. Le format de l'émission est divisé en plusieurs rondes : les questions de sélection, 100 Connaissances, les questions 100 Génies, la carte mémoire, la salle d'évasion, la rafale et le tour de force. À la fin de l'épisode, l'équipe ayant récolté le plus de points obtient le titre de champions. À l'épisode suivant, une nouvelle équipe d'aspirants est constituée et doit tenter de déloger l'équipe de champions en titre.
Lors de la quatrième saison (2022), une nouvelle règle est ajoutée, empêchant une équipe championne de rester dans l'arène pour plus de trois épisodes consécutifs. À la troisième victoire d'une même équipe, celle-ci est dissoute et de nouveaux joueurs sont sélectionnés à l'épisode suivant pour descendre dans l'arène.

## Thèmes et invités
| Épisode | Date de diffusion | Thème              | Prestation musicale                                                    | Artiste                                         | Invité spécial                                                       |
| ------- | ----------------- | ------------------ | ---------------------------------------------------------------------- | ----------------------------------------------- | -------------------------------------------------------------------- |
| 1       | 12 septembre      | Vacances           | On perd la tête                                                        | LGS                                             | Aucun invité spécial lors des premiers épisodes de la saison 1       |
| 2       | 19 septembre      | H2O                | Les Quatre Saisons (Antonio Vivaldi)                                   | Alexandre Da Costa                              | Aucun invité spécial lors des premiers épisodes de la saison 1       |
| 3       | 26 septembre      | Grandes inventions | Vintage à l'os                                                         | Seba et Horg                                    | Aucun invité spécial lors des premiers épisodes de la saison 1       |
| 4       | 3 octobre         | Argent             | J'pas stressée                                                         | Roxane Bruneau                                  | Aucun invité spécial lors des premiers épisodes de la saison 1       |
| 5       | 17 octobre        | Corps humain       | Coton ouaté                                                            | Bleu Jeans Bleu                                 | Aucun invité spécial lors des premiers épisodes de la saison 1       |
| 6       | 24 octobre        | Rivalité           | I'm Still Standing (Elton John)                                        | King Melrose                                    | Aucun invité spécial lors des premiers épisodes de la saison 1       |
| 7       | 31 octobre        | Méchants           | Le pudding à l'arsenic (du film Astérix et Obélix : Mission Cléopâtre) | 2Frères                                         | Aucun invité spécial lors des premiers épisodes de la saison 1       |
| 8       | 7 novembre        | Horreur            | Medley : This is Halloween et Ghostbusters                             | Yoherlandy Tejeiro Garcia et Rahmane Belkebiche | Aucun invité spécial lors des premiers épisodes de la saison 1       |
| 9       | 14 novembre       | Animaux            | J'aime les oiseaux                                                     | Yann Perreau                                    | Aucun invité spécial lors des premiers épisodes de la saison 1       |
| 10      | 21 novembre       | Dans vos écrans    | Ma vie est un movie                                                    | Jacobus                                         | Aucun invité spécial lors des premiers épisodes de la saison 1       |
| 11      | 28 novembre       | Canada             | Mambo métissé                                                          | Damien Robitaille                               | Aucun invité spécial lors des premiers épisodes de la saison 1       |
| 12      | 5 décembre        | Espace             | Space Oddity (David Bowie)                                             | Stéphanie Bédard                                | Aucun invité spécial lors des premiers épisodes de la saison 1       |
| 13      | 12 décembre       | Gagnants           | Desert Song                                                            | Ludovick Bourgeois                              | Kent Nagano, Charles Tisseyre, Mylène Paquette et Guillaume Vermette |

| Épisode | Date de diffusion | Thème             | Prestation musicale                                                                                   | Artiste                                        | Invité spécial        |
| ------- | ----------------- | ----------------- | --- | ---------------------------------------------- | --------------------- |
| 1       | 17 septembre      | Les cinq sens     | Ouvre tes yeux Simon!                                                                                 | Les Trois Accords                              | Camilo Lapointe       |
| 2       | 24 septembre      | Le chiffre 4      | Medley : 1234 (Feist), bad guy (Billie Eilish), Ils Étaient Quatre (tiré de l'émission Passe-Partout) | QW4RTZ                                         | Caroline Ouellette    |
| 3       | 1 octobre         | Francophonie      | Medley : La langue de chez nous (Yves Duteil) et slam original                                        | Mélanie Bédard et David Goudreault             | Katherine Levac       |
| 4       | 8 octobre         | Grandes conquêtes | Believer (Imagine Dragons) (au violon)                                                                | Isabella d'Éloize Perron et Stéphane Tétreault | Mario Cyr             |
| 5       | 15 octobre        | Monde             | Magic in the Air (Magic System)                                                                       | Clay and Friends                               | Robert Lepage         |
| 6       | 22 octobre        | Sports et loisirs | Le King de la danse en ligne                                                                          | Bleu Jeans Bleu                                | Félix Auger-Aliassime |
| 7       | 29 octobre        | Pensons vert      | Mets du respect dans ton bac                                                                          | Alaclair Ensemble                              | Boucar Diouf          |
| 8       | 5 novembre        | Viral             | Le feu sauvage de l'amour (Rock et Belles Oreilles)                                                   | Les Denis Drolet                               | Arnaud Soly           |
| 9       | 12 novembre       | Classique         | Sonate au clair de lune (Ludwig van Beethoven)                                                        | Charles Richard-Hamelin                        | Yannick Nézet-Séguin  |
| 10      | 19 novembre       | Histoires de cœur | Chaise musicale                                                                                       | Rosalie Vaillancourt et Jérôme 50              | Sarah-Jeanne Labrosse |
| 11      | 26 novembre       | Nuit              | Medley : Lalala (bbno$) et Ces soirées-là (Yannick)                                                   | Team White                                     | Sophie Brochu         |
| 12      | 3 décembre        | Match des étoiles | Exister                                                                                               | Marie-Mai                                      | David Saint-Jacques   |

| Épisode | Date de diffusion | Thème                       | Prestation musicale                        | Artiste                            | Invité spécial                                                         |
| ------- | ----------------- | --------------------------- | ------------------------------------------ | ---------------------------------- | ---------------------------------------------------------------------- |
| 1       | 16 septembre      | Les numéros 1               | Sous les rivières                          | Marie-Mai et Amay Laoni            | Roxane Bruneau                                                         |
| 2       | 23 septembre      | Vers le futur               | Chanson thème du film Retour vers le futur | Orchestre symphonique de Longueuil | Yoshua Bengio                                                          |
| 3       | 7 octobre         | Ciel                        | À tous les vents                           | 2Frères                            | FouKi                                                                  |
| 4       | 14 octobre        | Les premières civilisations | Babylon (Lady Gaga)                        | Rita Baga                          | Fred Pellerin                                                          |
| 5       | 21 octobre        | Haut en couleurs            | La dame en bleu (Michel Louvain)           | Bleu Jeans Bleu                    | Jean-René Dufort                                                       |
| 6       | 28 octobre        | Sous la surface             | Fuego                                      | Sarahmée et Souldia                | Mickaël Gouin                                                          |
| 7       | 4 novembre        | Nos voisins du sud          | 100 mètres haies                           | Louis-Jean Cormier                 | Marie-Annick Lépine et Karl Tremblay (du groupe Les Cowboys Fringants) |
| 8       | 11 novembre       | De microscopique à colossal | Homme de rien                              | Vincent Vallières                  | Alain Vadeboncoeur                                                     |
| 9       | 18 novembre       | Glacial                     | Qanniuguma                                 | Elisapie                           | Mikaël Kingsbury                                                       |
| 10      | 25 novembre       | Danger                      | La grande évasion                          | Patrice Michaud                    | Lysanne Richard                                                        |
| 11      | 2 décembre        | Rassemblements              | PLAFOND                                    | KNLO et Brayan et Dylan Yambo      | Ricardo Larrivée                                                       |
| 12      | 9 décembre        | Match des étoiles           | One Love                                   | Laurence Nerbonne                  | Maude Charron                                                          |

| Épisode | Date de diffusion | Thème                   | Prestation musicale                       | Artiste                   | Invité spécial          |
| ------- | ----------------- | ----------------------- | ----------------------------------------- | ------------------------- | ----------------------- |
| 1       | 15 septembre      | Royal                   | Le Bon Roi Dagobert (parodie)             | Pierre-Yves Roy-Desmarais | Barbada                 |
| 2       | 22 septembre      | Mécanique               | Moissoneuse-batteuse                      | Tire le coyote            | Farah Alibay            |
| 3       | 6 octobre         | Attention, c'est chaud! | Elle est partie (Sarahmée et Nissa Seych) | T.ACOS                    | Normand Brathwaite      |
| 4       | 13 octobre        | Chiffres et symboles    | CTRL + ALT + DEL                          | Rêve                      | Marie-Philip Poulin     |
| 5       | 20 octobre        | Communications          | Three Little Words                        | Dominique Fils-Aimé       | Chantal Machabée        |
| 6       | 27 octobre        | Il était une fois...    | Robin des bois                            | Émile Bilodeau            | Anaïs Barbeau-Lavalette |
| 7       | 3 novembre        | Zizanie                 | Touchée-coulée                            | Claudia Bouvette          | Patrice Roy             |
| 8       | 10 novembre       | Décennies               | Sunglasses at Night (Corey Hart)          | Ludovick Bourgeois        | Sam Breton              |
| 9       | 17 novembre       | Alimentaire             | Crêpe sirop d'érable                      | FouKi                     | Colombe Saint-Pierre    |
| 10      | 24 novembre       | Origines                | Moteskano                                 | Laura Niquay              | Kim Thúy                |
| 11      | 1 décembre        | Top chrono              | Juste fais-le                             | Koriass                   | Charles Hamelin         |
| 12      | 8 décembre        | Match des étoiles       | Les ferrofluides-fleurs                   | Klô Pelgag                | Sophie Nélisse          |

| Épisode | Date de diffusion | Thème                | Prestation musicale                        | Artiste                              | Invité spécial                   |
| ------- | ----------------- | -------------------- | ------------------------------------------ | ------------------------------------ | -------------------------------- |
| 1       | 14 septembre      | Deux par deux        | Deux par deux rassemblés (Pierre Lapointe) | Éléonore Lagacé et Natalie Choquette | Marc Labrèche et Josée Deschênes |
| 2       | 21 septembre      | Grands changements   | Le cœur a ses raisons                      | Sarahmée                             | Kateri Champagne Jourdain        |
| 3       | 28 septembre      | Continents           | I bonko                                    | Djely Tapa                           | Bruno Blanchet                   |
| 4       | 5 octobre         | Meurtres et mystères | Composition originale                      | Mathieu Dufour                       | Chrystine Brouillet              |
| 5       | 12 octobre        | Brillant             | Briller                                    | La Bronze                            | Stéphanie Harvey                 |
| 6       | 19 octobre        | Identité             | Bienvenue à Longueuil                      | Damien Robitaille                    | Marilou                          |
| 7       | 26 octobre        | À géométrie variable | Perspective                                | FouKi                                | Alex A.                          |
| 8       | 2 novembre        | Rare et précieux     | Cash City                                  | Luc De Larochellière                 | Gérald Fillion                   |
| 9       | 9 novembre        | Devant public        | Tú, tú, tú                                 | Ramon Chicharron                     | Mariana Mazza                    |
| 10      | 16 novembre       | Grandeur nature      | What a Wonderful World (Louis Armstrong)   | Sophie Grenier et Elliot Maginot     | Christine Beaulieu               |
| 11      | 23 novembre       | Action               | Mouvement                                  | Dumas                                | Lou-Pascal Tremblay              |
| 12      | 30 novembre       | Match des étoiles    | La ziguezon                                | Yves Lambert                         | Rafael Payare                    |

| Épisode | Date de diffusion | Thème                    | Prestation musicale                      | Artiste                      | Invité spécial       |
| ------- | ----------------- | ------------------------ | ---------------------------------------- | ---------------------------- | -------------------- |
| 1       | 12 septembre      | La ligne du temps        | Le Roy, la Rose et le Lou[p]             | Le Roy, la Rose et le Lou[p] | Jean-Carl Boucher    |
| 2       | 19 septembre      | Gens d'ici               | Poutine Dream                            | Gab Paquet                   | Catherine Souffront  |
| 3       | 3 octobre         | En mode survie           | J'm'en va dans l'bois                    | Sara Dufour                  | Caroline Côté        |
| 4       | 10 octobre        | Règne animal             | Béluga                                   | FouKi et Vendou              | Sébastien Kfoury     |
| 5       | 17 octobre        | Faites le calcul         | Rainbow                                  | Laurence Nerbonne            | Kim Lévesque-Lizotte |
| 6       | 24 octobre        | Quatre saisons           | Dans l'eau de vie de l'arbre             | Le Vent du Nord              | Waldir Da Cruz       |
| 7       | 31 octobre        | Sur le bout de la langue | Les chemins de l'amour (Francis Poulenc) | Elisabeth St-Gelais          | Simon Boulerice      |
| 8       | 7 octobre         | Monumental               | Kilimanjaro                              | Pierre Kwenders              | Kevin Owens          |
| 9       | 14 novembre       | En route                 | Permis de moto                           | Bleu Jeans Bleu              | Jeremy Hansen        |
| 10      | 21 novembre       | Matche des étoiles       | Vous êtes ici                            | Patrice Michaud              | Monia Chokri         |

## Résultats des épisodes
| Épisode            | Jaunes/Champions                                         | Pointage | Bleus/Aspirants                                                 | Tour de force |
| ------------------ | -------------------------------------------------------- | -------- | --------------------------------------------------------------- | ------------- |
| Vacances           | Guillaume Faucher, Amélie Tija et Alexandre Cadotte      | 517-530  | Julien Bérubé, Marc-Antoine Gobeil et Justine Robitaille        | Réussi        |
| H2O                | Julien Bérubé, Marc-Antoine Gobeil et Justine Robitaille | 320-440  | Ève Paradis, Marc-Antoine Deroy et Xavier Arata                 | Raté (136)    |
| Grandes inventions | Ève Paradis, Marc-Antoine Deroy et Xavier Arata          | 604-130  | Sabrianne Binette, Axel (Nellie) Ponchard et Henri Agin         | Réussi        |
| Argent             | Ève Paradis, Marc-Antoine Deroy et Xavier Arata          | 460-250  | Aurélie Dugas-Lebeau, Rosalie Mimeault-Morency et Sofia Forlini | Raté (145)    |
| Corps humain       | Ève Paradis, Marc-Antoine Deroy et Xavier Arata          | 361-408  | Axel (Nellie) Ponchard, Sybel Roy et Rémi Gendron               | Réussi        |
| Méchants           | Axel (Nellie) Ponchard, Sybel Roy et Rémi Gendron        | 220-393  | Meryam Chagouri, Ève Paradis et Marc-Olivier Morin              | Raté (197)    |
| Horreur            |                                                          |          |                                                                 |               |
| Rivalité           |                                                          |          |                                                                 |               |
| Animaux            |                                                          |          |                                                                 |               |
| Dans vos écrans    |                                                          |          |                                                                 |               |
| Canada             |                                                          |          |                                                                 |               |
| Espace             |                                                          |          |                                                                 |               |

| Épisode                     | Jaunes/Champions                                         | Pointage | Bleus/Aspirants                                      | Tour de Force |
| --------------------------- | -------------------------------------------------------- | -------- | ---------------------------------------------------- | ------------- |
| Les numéros 1               | Étienne Leduc, Félix Lafortune, Tiranie Sivasubramaniyam | 502-518  | Justine Brault, William Gauvin, Meryam Chagouri      | Réussi        |
| Vers le futur               | Justine Brault, William Gauvin, Meryam Chagouri          | 516-531  | Édouard Fournier, Patricio Cardenas, Félix Tétreault | Raté (190)    |
| Ciel                        | Édouard Fournier, Patricio Cardenas, Félix Tétreault     | 561-625  | Sudarsan Packirisamy, Félix Lafortune, Étienne Leduc | Raté (170)    |
| Les premières civilisations | Sudarsan Packirisamy, Félix Lafortune, Étienne Leduc     | 223-829  | Sarah Gallagher, Félix Tétreault, Loïc Boulva        | Réussi        |
| Haut en couleurs            | Sarah Gallagher, Félix Tétreault, Loïc Boulva            | 616-340  | Camila Apraez, Meryam Chagouri, Bogdan Sava          | Réussi        |
| Sous la surface             | Sarah Gallagher, Félix Tétreault, Loïc Boulva            | 647-406  | Édouard Fournier, Étienne Leduc, Félix Lafortune     | Raté (196)    |
| Nos voisins du sud          | Sarah Gallagher, Félix Tétreault, Loïc Boulva            | 607-314  | Patricio Cardenas, Chloé Toutant, Alexis Archambault | Réussi        |
| De microscopique à colossal | Sarah Gallagher, Félix Tétreault, Loïc Boulva            | 623-495  | Patricio Cardenas, Chloé Toutant, Anna Bendavid      | Réussi        |
| Glacial                     | Sarah Gallagher, Félix Tétreault, Loïc Boulva            | 510-471  | Louka Boyer, Félix Lafortune, William Gauvin         | Raté (188)    |
| Danger                      | Sarah Gallagher, Félix Tétreault, Loïc Boulva            | 645-280  | Camila Apraez, Colin Ouellet, Justine Brault         | Réussi        |
| Rassemblements              | Sarah Gallagher, Félix Tétreault, Loïc Boulva            | 637-479  | Félix Lafortune, Édouard Fournier, Victoire Bergeron | Raté (176)    |

| Épisode                  | Jaunes/Champions                                       | Pointage | Bleus/Aspirants                                        | Tour de Force |
| ------------------------ | ------------------------------------------------------ | -------- | ------------------------------------------------------ | ------------- |
| La ligne du temps        | Nicolas Duong, Abdul Razzak Momtaz et Michael Bouchard | 290-370  | Louis Fortin, Chloé Guan et Gabriel Lafrance           | Raté (146)    |
| Gens d'ici               | Louis Fortin, Chloé Guan et Gabriel Lafrance           | 420-240  | Charlotte Abran, Thaddey Simon, Mateo Cardenas         | Réussi        |
| En mode survie           | Louis Fortin, Chloé Guan et Gabriel Lafrance           | 390-222  | Alaa Ettaouth, Camila Apraez, Chloé Toutant            | Raté (184)    |
| Règne animal             | Gaël Turgeon, Yasser Metnani, Charlotte Béron          | 449-310  | Kailey Liang, Louis Lamoureux-Schmidt, Élie Serbanescu | Raté (150)    |
| Faites le calcul         | Gaël Turgeon, Yasser Metnani, Charlotte Béron          | 230-453  | Léa Sincennes, Raphaël Lévesque, Henri Vallières       | Raté (192)    |
| Quatre saisons           | Léa Sincennes, Raphaël Lévesque, Henri Vallières       | 517-586  | Chloé Toutant, Victor Roy, Élie Serbanescu             | Raté (173)    |
| Sur le bout de la langue | Chloé Toutant, Victor Roy, Élie Serbanescu             | 486-290  | Emma Berthelot, Mylène Lafond, Rafael Cardenas         | Réussi        |
| Monumental               | Chloé Toutant, Victor Roy, Élie Serbanescu             | 524-318  | Olivier Gravel, Rafael Cardenas, Élodie McDuff         | Réussi        |
| En Route                 | Louis Lamoureux-Schmidt, Nicolas Duong, Colin Groulx   | 486-325  | Silvia Dong, Alexandre Noël, Raphaël Lévesque          | Réussi        |

## Match des étoiles
Chaque saison, le dernier épisode est occupé par le Match des étoiles, réunissant dans l'arène les six meilleurs joueurs de la saison.
| Saison | Équipe des jaunes                                           | Équipe des bleus                                    | Issue du match      |
| ------ | ----------------------------------------------------------- | --------------------------------------------------- | ------------------- |
| 1      | Xavier Arata, Alexandre Cadotte et Justine Robitaille       | Meryam Chagouri, Justin Paradis et Mathieu Roussel  | Victoire des bleus  |
| 2      | Isabella Hernandez Serrato, Simon Landry et Meryam Chagouri | Naima Claire, Félix Tétreault et Anna Bendavid      | Victoire des bleus  |
| 3      | Sarah Gallagher, Meryam Chagouri et William Gauvin          | Loïc Boulva, Félix Tétreault et Étienne Leduc       | Victoire des jaunes |
| 4      | Félix Tétreault, Chloé Toutant et Colin Groulx              | Meryam Chagouri, Guillaume Faucher et Étienne Leduc | Victoire des bleus  |
| 5      | Noah Gaboury, Colin Groulx et Étienne Leduc                 | Louka Boyer, Laurent Bégin et Chloé Toutant         | Victoire des bleus  |
| 6      | Chloé Toutant, Victor Roy, Raphaël Lévesque                 | Louis Fortin, Gaël Turgeon, Colin Groulx            | Victoire des bleus  |

## Impact de la pandémie de Covid-19 sur l'émission
En 2020, lors de la deuxième saison, l'émission s'adapte pour se conformer aux mesures sanitaires dues à la pandémie de Covid-19. Le nombre de jeunes invités dans le public passe de 100 à 31 afin de pouvoir pratiquer la distanciation physique. De plus, des panneaux transparents sont installés entre les joueurs dans l'arène et dans la salle d'évasion. À la cinquième saison (2023), les mesures sanitaires au Québec étant levées, le nombre de participants revient à 100 et les panneaux les séparant sont retirés dans l'arène. Ceux-ci sont toutefois conservés dans la salle d'évasion, puisqu'ils servent également à noter les calculs des joueurs.